# Castelo de Coulans

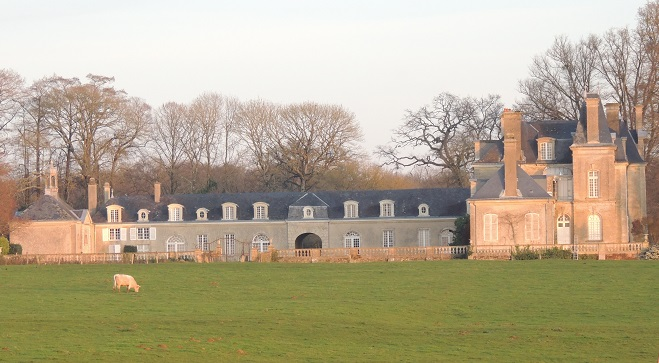
Castelo de coulans

O Château de Coulans é um château do século XVIII em Coulans-sur-Gée, Sarthe, na França. Está parcialmente listado como um monumento histórico oficial pelo Ministério da Cultura da França desde 1980.